# إنريكي بورتا
إنريكي بورتا (بالإسبانية: Enrique Porta) هو لاعب كرة قدم إسباني في مركز الهجوم، ولد في 17 ديسمبر 1944 في منطقة أرغون في إسبانيا. لعب مع ريال سرقسطة ونادي غرناطة ونادي هويسكا.

## وصلات خارجية
- إنريكي بورتا على موقع قاعدة بيانات كرة القدم.إي يو (الإنجليزية)
- إنريكي بورتا على موقع عالم كرة القدم.نت (الإنجليزية)